# Ludwig von Biegeleben

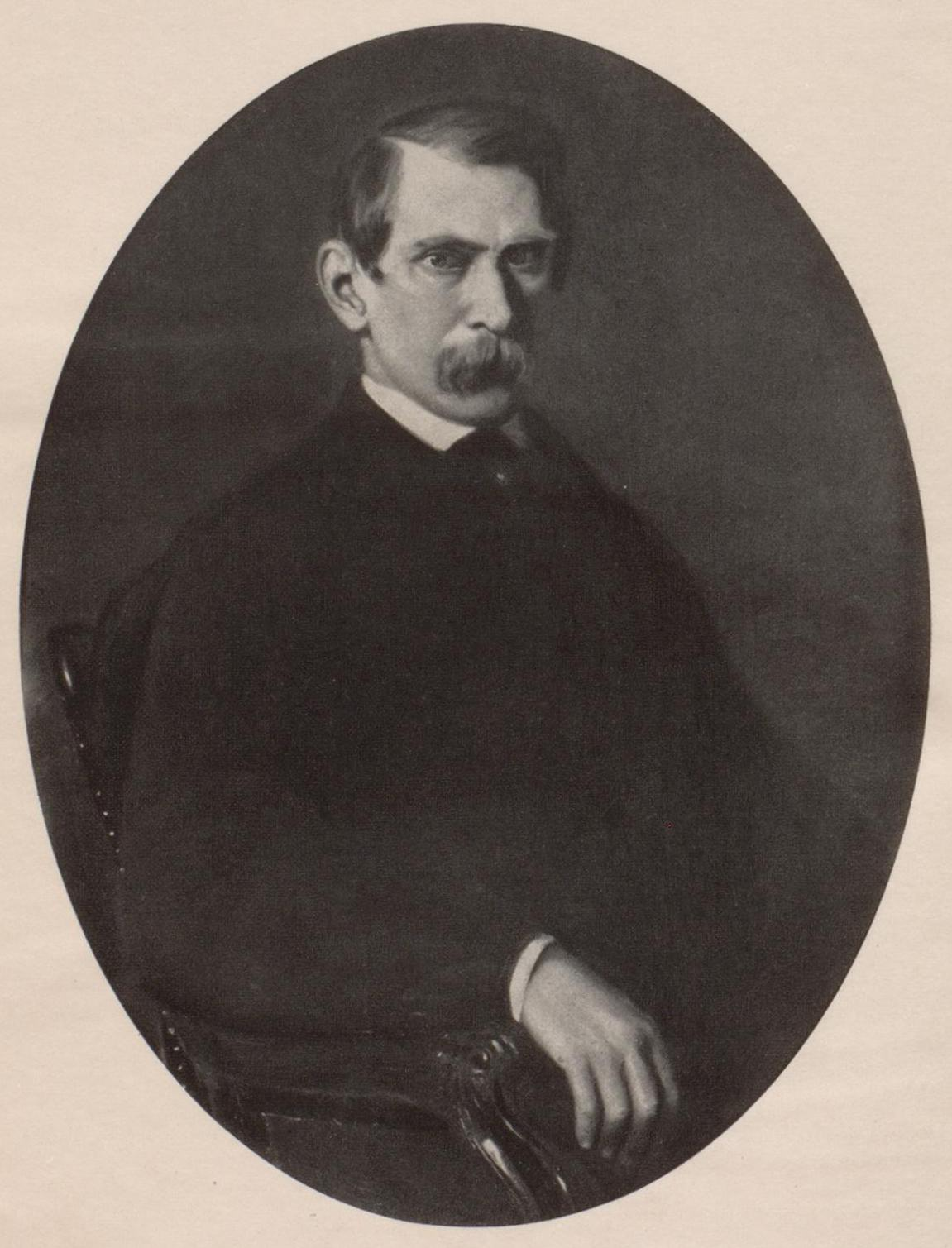
Ludwig Freiherr von Biegeleben

Ludwig Maximilian Balthasar von Biegeleben (seit 1868 österreichischer Freiherr; * 14. Januar 1812 in Darmstadt; † 6. August 1872 in Rohitsch-Sauerbrunn, Untersteiermark) aus dem Adelsgeschlecht Biegeleben war Diplomat in Diensten des Großherzogtums Hessen und später des Kaisertums Österreich. Während der Revolution von 1848 war er Unterstaatssekretär der provisorischen Zentralgewalt. Über zwanzig Jahre bestimmte er danach als österreichischer Diplomat die Deutschlandpolitik des Habsburgerreiches entscheidend mit. Er formulierte 1863 die Frankfurter Reformakte für einen großdeutschen Bundesstaat, die jedoch am Widerstand Preußens scheiterte.

## Frühe Jahre
Biegeleben stammte aus einer ursprünglich Arnsberger Beamtenfamilie. Er war Sohn von Kaspar Josef von Biegeleben, dieser war zunächst hochrangiger Beamter Kurkölns und später des Großherzogtums Hessen. Seine Mutter Marianne (geb. v. Braumann) stammte aus einer Aachener Patrizierfamilie. Sein Bruder war der spätere großherzoglich-hessische Finanzminister Maximilian von Biegeleben.
Biegeleben war künstlerisch und literarisch interessiert und studierte Rechtswissenschaften in Bonn, Heidelberg und Gießen. Während seines Studiums wurde er 1827 Mitglied der Alten Burschenschaft Germania Bonn, 1828 der Alten Burschenschaft Germania Gießen und 1829 der Heidelberger Burschenschaft Fäßlianer. Nach dem Studium arbeitete er für etwa zehn Jahre im großherzoglich-hessischen Gerichtswesen.
Anschließend trat Biegeleben in den diplomatischen Dienst des Großherzogtums ein und wurde 1842 Legationssekretär und Geschäftsträger in Wien. Dort lernte er im Haus von Ottilie von Goethe seine Frau Maria (1825–1871), eine Tochter von Franz Anton Freiherr von Buol-Berenberg (1794–1865), kennen. Aus der im Jahre 1846 geschlossenen Ehe entstammten fünf Kinder, darunter:
- Rüdiger Freiherr von Biegeleben, (1847–1912), Königlich-Kaiserlicher Wirklicher Geheimer Rat und Sektionschef im Ministerium des Kaiserlichen Hauses und des Äußeren;
- Paul Freiherr von Biegeleben, (1849–1933), Königlich-Kaiserlicher Bezirksgerichts-Adjunkt in Kaltern (Tirol), Landtagsabgeordneter in Tirol;
- Maximilian Freiherr von Biegeleben, (1852–1943), Königlich-Kaiserlicher Geheimer Rat und außerordentlicher Gesandter und bevollmächtigter Minister, Kanzler des Ordens vom Goldenen Vließ[2]

Biegeleben hat sich in dieser Zeit auch an der Übersetzung von Francesco Petrarca beteiligt.

## Unterstaatssekretär 1848
Biegeleben, der in einem dem alten Reich eng verbundenen Elternhaus aufgewachsen war, plädierte für eine zentrale Rolle Österreichs in Deutschland. Obwohl er die Revolution von 1848 als Konservativer ablehnte, schien sie ihm doch eine Möglichkeit für eine Neugestaltung der deutschen Verhältnisse und für eine engere Bindung Österreichs an Deutschland zu bieten. Heinrich von Gagern holte Biegeleben im August 1848 als Unterstaatssekretär in das Außenministerium der provisorischen Zentralgewalt in Frankfurt am Main. Dort versuchte er im proösterreichischen Sinn zu wirken. Er war dabei eine der wichtigsten Stützen des Reichsverwesers Johann von Österreich. Für diesen war er auch zwischen Juli und Oktober 1849 Bevollmächtigter in Preußen, Bayern und Österreich. Danach war er bis 1850 Referent der Abteilung für die Verhältnisse zum Ausland bei der Bundeszentralkommission.

## Deutschlandpolitik Österreichs
In dieser Position bewährte er sich so gut, dass ihn nach der Niederschlagung der Revolution sowohl Joseph von Radowitz für Preußen wie auch Felix zu Schwarzenberg für Österreich zu gewinnen suchten. Biegeleben entschied sich für Österreich. Seit Sommer 1850 war er Sektionsrat und zwei Jahre später Wirklicher Hof- und Ministerialrat im deutschen Referat des Außenministeriums.
In der Zeit zwischen den Dresdner Konferenzen bis zum Deutschen Krieg von 1866 bestimmte Biegeleben als von Kaiser Franz Joseph I. hochgeschätzter „Staatsschreiber“ und Protokollführer nicht zuletzt durch seine diplomatischen Noten die Deutschlandpolitik Österreichs entscheidend mit.
Dabei ging es ihm in erster Linie um den Erhalt der Führungsrolle der Donaumonarchie in Deutschland. Dies war wichtig für den Erhalt des Habsburgerstaates und des Deutschen Bundes. Im Sinne Österreichs versuchte Biegeleben zu dessen Reform beizutragen.
Biegeleben war entschiedener Gegner des preußischen Anspruchs auf Gleichberechtigung und lehnte die kleindeutsche Lösung klar ab. Nach dem Amtsantritt von Otto von Bismarck wurde Biegeleben zu dessen eigentlichem Gegenspieler. Er stand dabei zeitweise im Gegensatz zur teilweise widersprüchlichen Politik der Minister Karl Ferdinand von Buol-Schauenstein, Johann Bernhard von Rechberg und Alexander von Mensdorff-Pouilly. Er selbst hat Bismarck teilweise unterschätzt und die realen Machtverhältnisse nicht richtig eingeschätzt.
Biegeleben spielte eine zentrale Rolle bei dem letztlich gescheiterten Frankfurter Fürstentag von 1863. Als zweiter österreichischer Bevollmächtigter nahm er 1864 an der Londoner Konferenz zur Beendigung des Deutsch-Dänischen Krieges teil. Danach versuchte Biegeleben ein Bündnis der deutschen Mittel- und Kleinstaaten zu Stande zu bringen, sich mit dem französischen Herrscher Napoleon III. zu verständigen, um so doch noch eine Reform des Deutschen Bundes auf den Weg zu bringen. Dabei nahm er auch eine Konfrontation mit Preußen in Kauf. Die Niederlage im Deutschen Krieg von 1866 bedeutete das Ende der deutschlandpolitischen Pläne Biegelebens. Mit der Gründung des deutschen Kaiserreichs war Biegeleben endgültig gescheitert und zog sich 1872 aus dem Staatsdienst zurück.

## Werke
- Karl Kekule/Ludwig Biegeleben (Hrsg./Übers.): Die Reime des Francesco Petrarca. Stuttgart, Tübingen, 1844 Digitalisat